# Strauss (Familie)

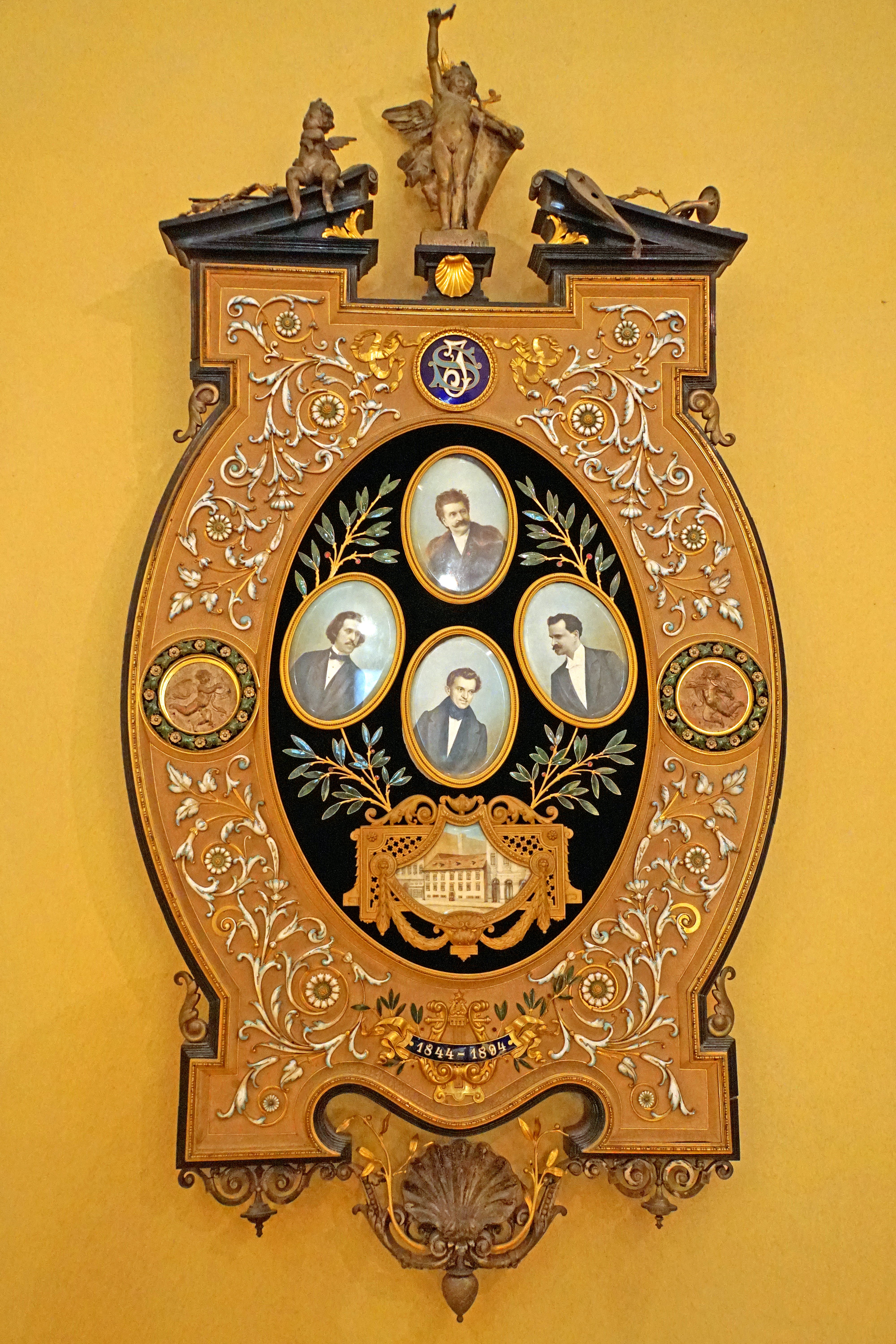
Johann Strauss Vater und Söhne

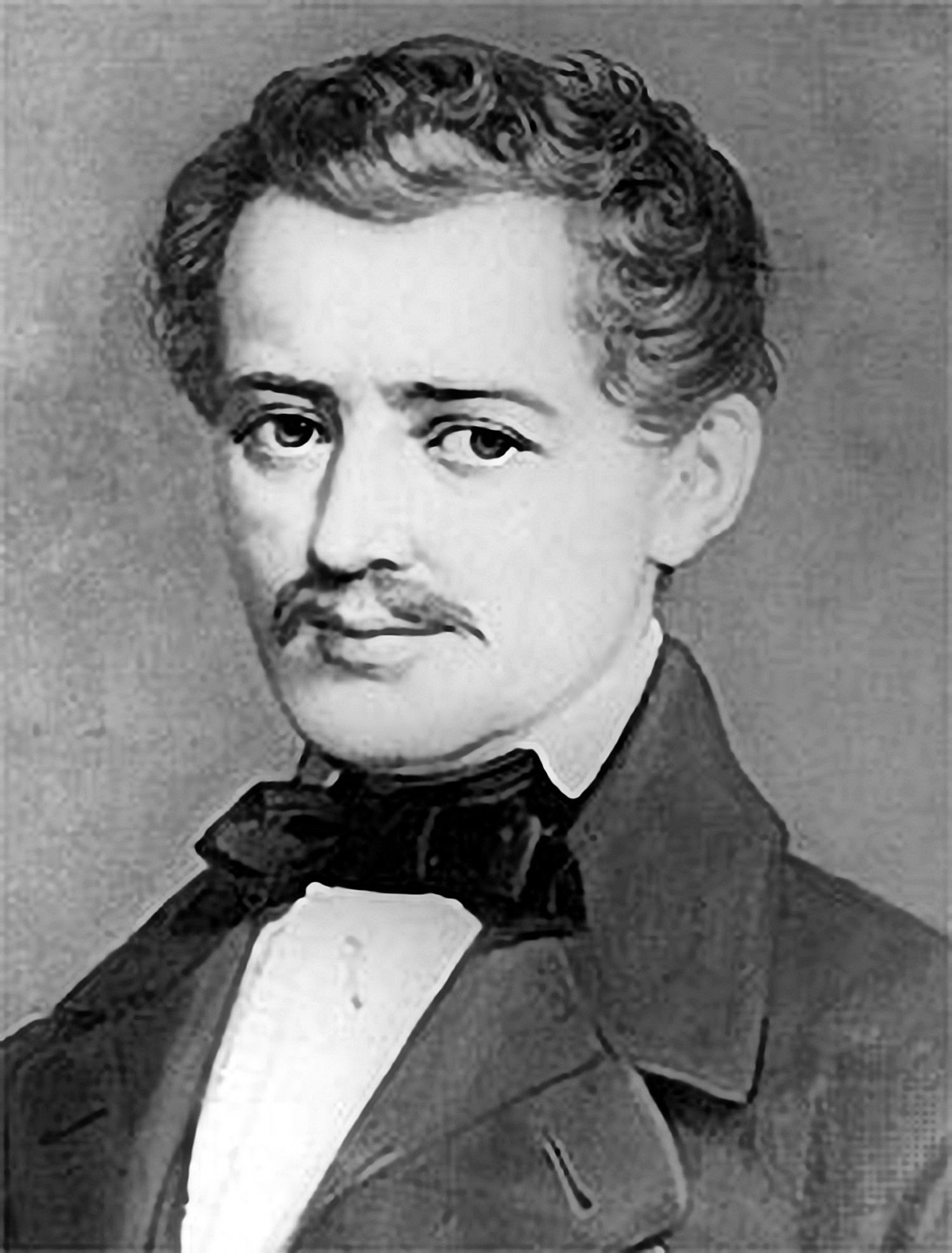
Johann Strauss I

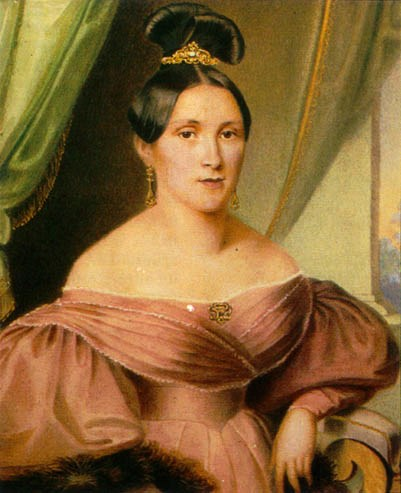
Anna Streim

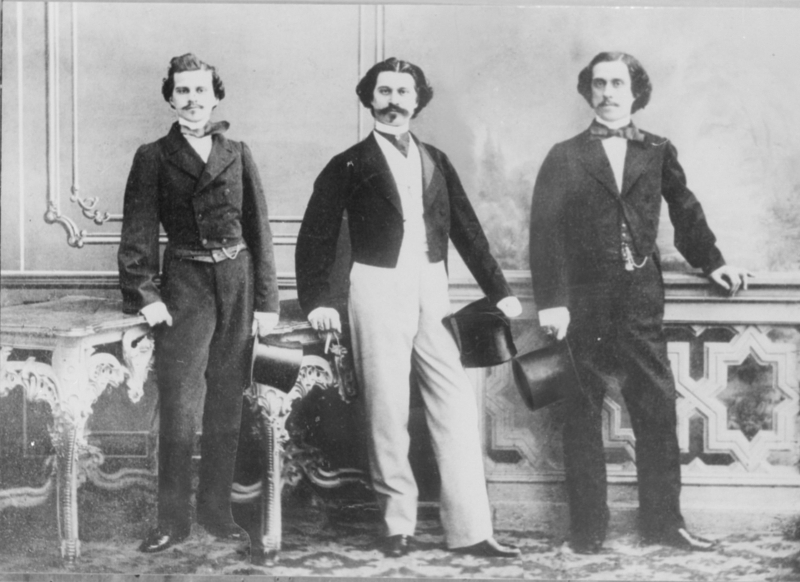
Eduard Strauß, Johann Strauss II, Josef Strauss auf einer zeitgenössischen Fotomontage

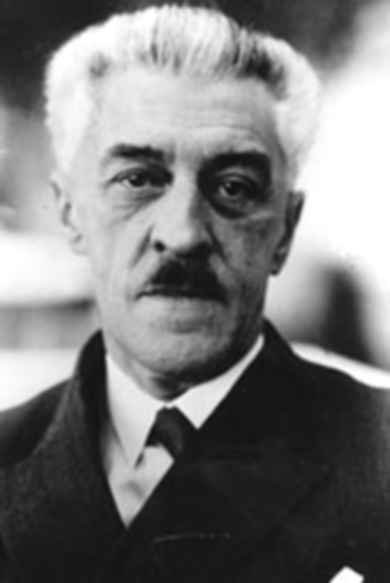
Johann Strauss III

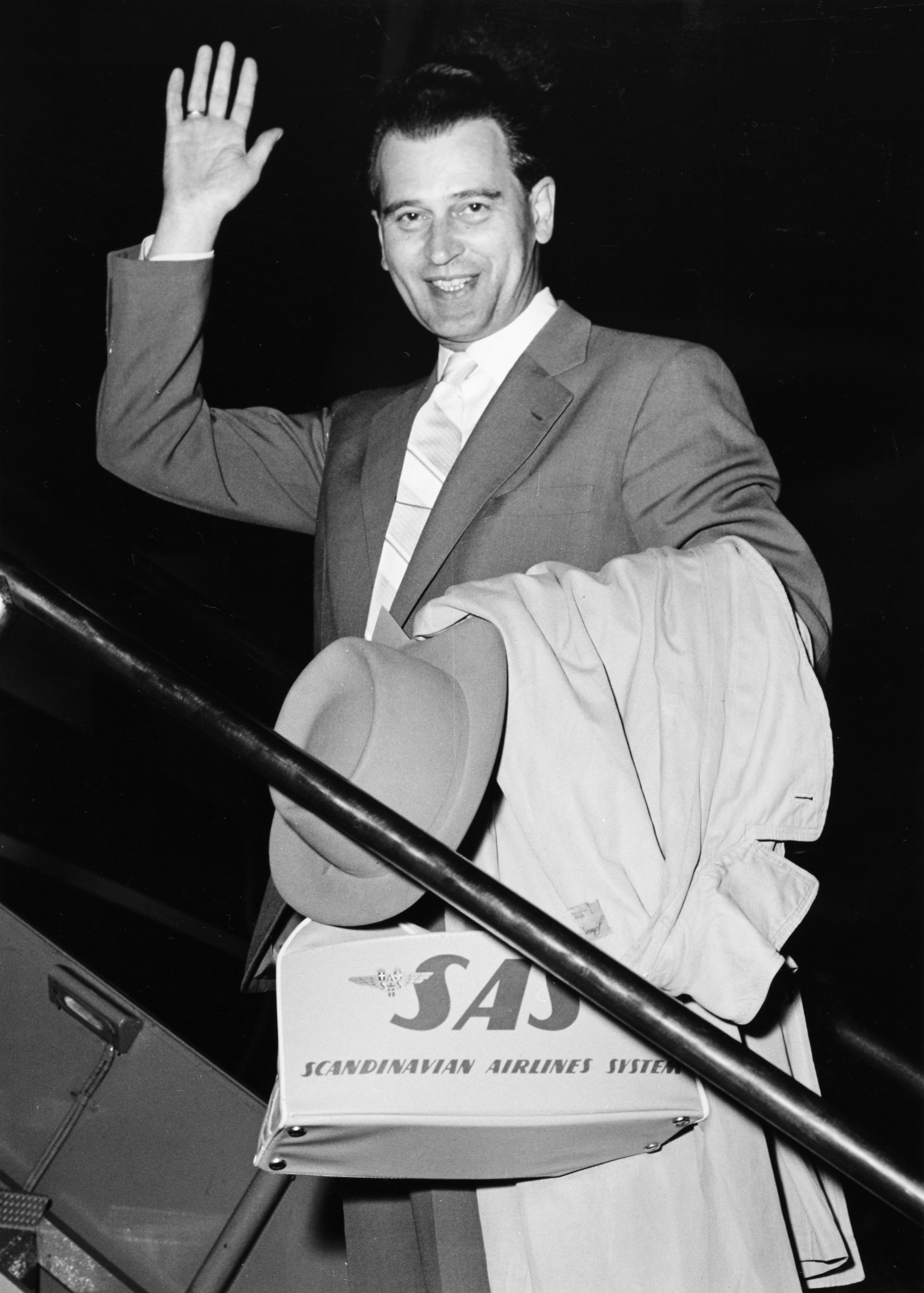
Eduard Strauss II

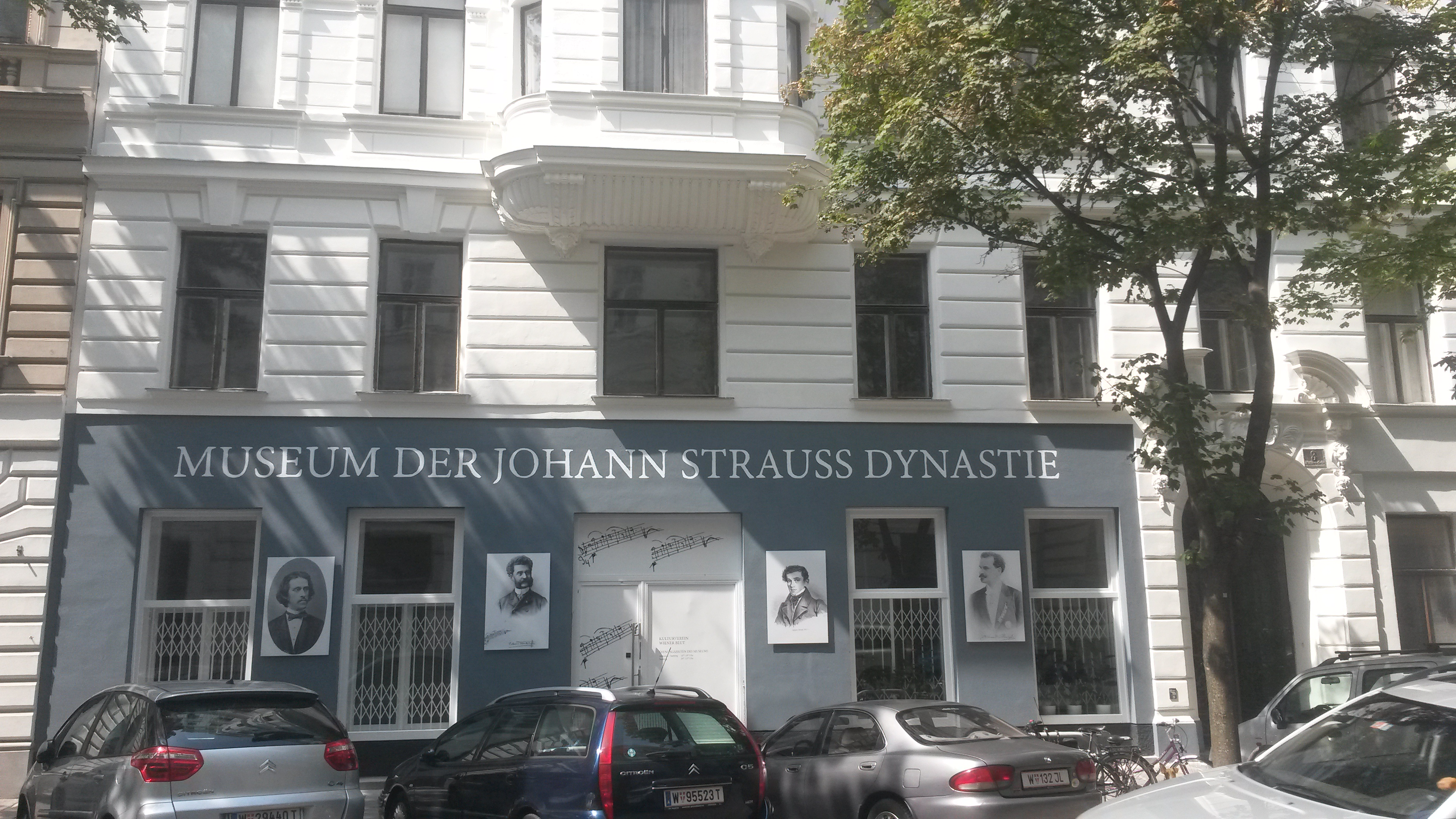
Museum der Johann Strauss Dynastie

Strauss ist der Name einer legendären österreichischen Familiendynastie, die mehrere Walzerkomponisten und hervorragende Kapellmeister hervorgebracht hat. Eines der Mitglieder schrieb darüber hinaus bekannte Operetten.
Musiker sind fett hervorgehoben. Alle Unterschriften sind in lateinischer Kursivschrift.
- Wolfgang Strauss (* um 1700 in Ofen)
⚭ Theresa Prielinger (1702 – ?)
  - Johann Michael Strauss (* 12. August 1720 in Ofen; † 20. Februar 1800 in Wien)
⚭ Rosalia Buschini[1] (* 1729 in Gföhl; † 11. September 1785 in Wien)
    - Franz Borgias Strauss (* 10. Oktober 1764 in der Leopoldstadt; † 5. April 1816 in Wien)
⚭ Barbara Dollmann (* 3. November 1770 in Wien; † 28. August 1811 in Wien)
      - Ernestine Strauss (1798–1862)
⚭ Karl Fux (1805–1859)
      - Anna Strauss (1802–1802)
      - Johann Strauss (Vater) / I. (* 14. März 1804 in der Leopoldstadt, 1850 nach Wien eingemeindet; † 25. September 1849 in Wien; Unterschrift: Strauſs)
⚭ 1. 1825 (Maria) Anna Streim (1801–1870)
        - Johann Strauss (Sohn) / II. (* 25. Oktober 1825 in St. Ulrich bei Wien, 1850 nach Wien eingemeindet; † 3. Juni 1899 in Wien; Unterschrift: Strauſs)
1. ⚭ 1862 (kath.) Henriette Chalupetzky (1818–1878)
2. ⚭ 1878 (kath. → evtl. nach Trennung von Tisch und Bett) Angelika Dittrich (1850–1919), getrennt 1882
3. ⚭ 1882 (ev.) Adele Deutsch (1856–1930; Unterschrift: „Frau Johann Strauſs“)
        - Josef Strauss (* 20. August 1827 in Mariahilf, 1850 nach Wien eingemeindet; † 22. Juli 1870 in Wien)
⚭ 1857 Caroline Pruckmayer (1831–1900)
          - Karoline Strauss (1858–1919)
⚭ Anton Aigner (1845–1910)
            - (Diese Linie läuft unter dem Namen Aigner bis heute weiter)

        - Anna Strauss (1829–1903)
        - Therese Strauss (1831–1915)
        - Ferdinand Strauss (1834–1834)
        - Eduard Strauß I. (* 15. März 1835 in der Leopoldstadt, seit 1850 Teil von Wien; † 28. Dezember 1916 in Wien; Visitenkarte: Strauſs)
⚭ Maria Klenkhart (1840–1921)
          - Johann Strauss (Enkel) / III. (1866–1939; Unterschrift: Strauss)
⚭ Maria Hofer (1867–1939)
            - Johann Strauss (1895–1972)
⚭ Margot Stern (1898–1996)
              - Johann Strauss (1924–1993)
⚭ Edith Heidenreich (1927–2011)

            - Eduard Strauss (1897–1897)
            - Maria Strauss (1900–1986)
            - Angelika Strauss (1901–1979)
⚭ Leonid Wolpe

          - Josef Strauss (1868–1940)
⚭ Cäcilie Žak (1878–1951)
            - Josef Strauss (1907–1988)
            - Maria Strauss (1908–1996)
            - Eduard Strauss II. (* 24. März 1910; † 6. April 1969; Dirigent)
⚭ 27. Dezember 1950 Elisabeth Pontes (* 1919; † 2001)
              - Eduard Strauss. (* 21. April 1955; Richter, 1987–1991 Präsident der Johann-Strauss-Gesellschaft Wien; seit 1995 Obmann des Wiener Instituts für Strauss-Forschung, Ehrenmitglied der britischen, schwedischen, deutschen und tschechischen Johann-Strauss-Gesellschaften) ⚭ 12. September 1986 Susanne Kienast (* 16. Jänner 1958)
                - Michael (* 28. Juli 1988; † 5. Juli 2012)
                - Thomas (* 24. Jänner 1990) ⚭ Martina Sommer (* 19. November 1991)

      - Johann Strauss (Vater) (1804–1849)
2. ⚭ Emilie Trampusch (* 30. Juli 1814 in Saar (Mähren); † nach 1865, Schauspielerin nach dem Tod von Johann Strauss (Vater))
        - Emilie Theresia Johanna (* 18. Mai 1835; † nach 1878; Schauspielerin)
        - Johann Wilhelm (* 28. Mai 1836; † 30. August 1864; Eisenbahn-Beamter)
        - Clementina Emilia Elisabeth Theresia (* 19. November 1837; † nach 1878; Blumenmacherin)
        - Carl Joseph (* 20. Juli 1840; † 11. August 1840)
        - Joseph Moritz (* 8. Jänner 1842; † 18. Jänner 1842)
        - Maria Wilhelmine (* 25. April 1843; † 4. November 1849)
        - Theresia Karolina (* 22. September 1844; † 2. August 1851)
        - Wilhelmine (* 26. Mai 1846; † 8. Juni 1846)

      - Franz Strauss (1805–1806)
      - Josefa Strauss (1807–1808)
      - Antonia Strauss (1808–1809)

Der Münchner Komponist Richard Strauss (1864–1949) ist mit der Familie weder verwandt noch verschwägert. Gleiches gilt für den Operettenkomponisten Oskar Straus (1870–1954), den Komponisten Edmund von Strauß (1869–1919), den Karlsruher Hofkapellmeister Joseph Strauss (1793–1866), den französischen Komponisten Isaac Strauss (1806–1888) und die US-amerikanische Gitarristin Nita Strauss (* 1986).
1954 wurde der Kurzfilm Strauss Fantasy mit und über die Musik der Familie veröffentlicht.